# Szkoła Przemysłowa dla Ubogich Dziewcząt Żydowskich
Szkoła Przemysłowa dla Ubogich Dziewcząt Żydowskich – pierwsza żeńska szkoła żydowska we Wrocławiu. Jej założycielem był Tobiasz Hiller, a jej uroczyste otwarcie miało miejsce 4 stycznia 1801.
Jej pierwszą siedzibą był budynek prywatnej szkoły pani Freund, następnie posesja Złote Koło przy ul. Świętego Antoniego 16 i wreszcie budynek przy ul. Legnickiej 5.
Szkoła istniała do 1920, kiedy to zdecydowano o jej zamknięciu.